# Mattia Gavazzi
Mattia Gavazzi (Iseo, 14 juni 1983) is een Italiaans voormalig professioneel wielrenner. Hij is de zoon van Pier Mattia Gavazzi en een jongere broer van Nicola Gavazzi, eveneens profwielrenners.
Op 1 mei 2004 testte Gavazzi positief op cocaïne nadat hij de Trofeo Papa' Cervi di Gattatico had gewonnen. Als gevolg van zijn schorsing moest hij ook een revalidatieprogramma volgen. In maart 2010 testte hij nogmaals positief op cocaïne en werd hij geschorst voor 6 jaar. Vanwege zijn medewerking aan het onderzoek werd dit teruggebracht tot 2,5 jaar met terugwerkende kracht, en liep de schorsing af op 30 september 2012. Na het aflopen van zijn schorsing maakte Gavazzi zijn comeback voor de ProContinentale ploeg Androni Giocattoli-Venezuela. Op 12 april 2016 bleek Gavazzi wederom een recidivist. Tijdens de Ronde van het Qinghaimeer van 2015, waarin hij vier etappes won, testte de Italiaan positief op het gebruik van cocaïne.
Op 1 juli 2016 besloot Gavazzi een punt achter zijn carrière te zetten.

## Belangrijkste overwinningen
2004
10e etappe Baby Giro
2007
2e en 3e etappe Jadranska Magistrala
1e etappe, 2e etappe deel A en 2e etappe deel B Ronde van Normandië
2e etappe Ronde van Navarra
2008
2e etappe Wielerweek van Lombardije
Ronde van Toscane
5e etappe Omloop van Lotharingen
5e etappe Brixia Tour
2009
1e etappe Ronde van San Luis
1e, 2e, 3e en 6e etappe Ronde van Langkawi
Puntenklassement Ronde van Langkawi
3e etappe Wielerweek van Lombardije
3e, 4e en 5e etappe Ronde van Venezuela
1e etappe deel A en 5e etappe Brixia Tour
2010
2e etappe Wielerweek van Lombardije
2013
7e etappe Ronde van San Luis
Ronde van Toscane
3e etappe deel B Sibiu Cycling Tour
3e etappe Ronde van Venezuela
2014
11e en 13e etappe Ronde van het Qinghaimeer
2e etappe Ronde van China I
1e etappe Ronde van China II
3e etappe Ronde van Fuzhou
Puntenklassement Ronde van Fuzhou
2015
6e etappe Ronde van Mexico
2e etappe Ronde van Estland
8e, 10e, 11e en 13e etappe Ronde van het Qinghaimeer
1e, 4e, en 5e etappe Ronde van China II
Eind- en puntenklassement Ronde van China II
1e en 3e etappe Ronde van Fuzhou
Eindklassement Ronde van Fuzhou

## Resultaten in voornaamste wedstrijden
| Jaar | Ronde van Italië | Ronde van Frankrijk | Ronde van Spanje |
| ---- | ---------------- | ------------------- | ---------------- |
| 2010 |                  |                     |                  |
| 2013 | uitgesloten      |                     |                  |
| 2014 |                  |                     |                  |

| Jaar | Milaan-San Remo | Ronde van Toscane |
| ---- | --------------- | ----------------- |
| 2010 | opgave          |                   |
| 2013 |                 | Goud              |
| 2014 |                 | opgave            |

## Ploegen
- 2006 –  Team LPR (tot 23-5)
- 2006 –  Amore & Vita-McDonald's (vanaf 24-5)
- 2007 –  Kio Ene-Tonazzo-DMT
- 2008 –  Preti Mangimi-Prisma Stufe
- 2009 –  Serramenti PVC Diquigiovanni-Androni Giocattoli
- 2010 –  Colnago-CSF Inox
- 2013 –  Androni Giocattoli-Venezuela
- 2014 –  Christina Watches-Kuma (tot 19-6)
- 2014 –  Amore & Vita-Selle SMP (vanaf 20-6)
- 2015 –  Amore & Vita-Selle SMP
- 2016 –  Amore & Vita-Selle SMP